# Colectiva Lésbica Ayuquelén
La Colectiva Lésbica Ayuquelén es una agrupación chilena que tiene entre sus objetivos difundir y proyectar temas de interés específico entre los grupos feministas y ante la mujer chilena en general. Cuentan además entre las prioridades de la colectiva: la salud y sexualidad lésbica, el activismo político y la reflexión feminista. Sus fundadoras fueron Susana Peña, Cecilia Riquelme, Lilian Inostroza (Carmen Ulloa).
En su libro Raro, Óscar Contardo describe a Ayuquelén en comparación al colectivo Movimiento Integración. 

Fue un grupo de lesbianas el que se atrevió por primera vez a formar un pequeño movimiento con vocación contestataria. Las tres fundadoras eran feministas militantes. Los planteamientos del colectivo lésbico Ayuquelén contrastaban con los del Movimiento Integración: no buscaban asimilarse a las normas de la sociedad, ni pretendían lograr la aceptación del medio o de la iglesia. Tampoco se trataba de una organización confesional. El objetivo de las integrantes del movimiento lésbico - que nunca sobrepaso la treintena de adherentes- era una reformulación de orden social. 
En 1984, un año en el que el descontento de la población en contra de la dictadura crecía y las jornadas de protesta se intensificaban, surgió, en una vereda muy distinta a la religiosa, el primer registro certero de activismo homosexual en el país con un sello político.

Del mismo libro se desprende el relato de la fotógrafa Cecilia Riquelme sobre la creación de Ayuquelén:

Hubo muchas motivaciones para organizarnos, que fueron creciendo en orden cronológico y de impacto: la cantidad de necesidades que teníamos como comunidad escondida e invisible, el hecho de haber sido expulsadas de un trabajo por mi condición y, lo más doloroso, el asesinato de nuestra amiga Mónica Briones.

## Historia
La agrupación fue fundada por activistas a favor de derechos de las lesbianas en diciembre de 1983, que participaron en el Segundo Encuentro Feminista Latinoamericano y del Caribe, llevado a cabo en Lima en 1982, en el que se realizó por primera vez un taller sobre lesbianismo en el que participaron lesbianas de distintos países. Esto despierta una inquietud en las futuras fundadoras de Ayuquelén: ¿por qué no era posible realizar estos tipos de encuentros en Chile? [cita requerida] Regresaron con la inquietud de organizarse autónomamente en Chile.
Es importante aclarar que Ayuquelén no nace desde el crimen de odio lesbofóbico contra Mónica Briones, ocurrido en 1984, ya que la fundación de la colectiva es anterior a este hecho; sin embargo, no se puede dejar de lado la llamada de atención que aquel hecho significó para la colectiva. Era de vital importancia crear redes de seguridad para su trabajo como colectiva y para las mujeres lesbianas que carecían de fuentes de apoyo. En 1986 Ayuquelén participó por primera vez de una reunión del Servicio Internacional de Información Lésbica (ILIS), enviando a Susana Peña como su representante. Durante este encuentro, se convirtió en una de las organizaciones creadoras de la Red Lésbica de Latinoamericanas. Además de Ayuquelén, la misma estuvo conformada por agrupaciones como Mitilene de República Dominicana, Grupo de Acción Lesbiana Feminista (GALF) de Brasil, Las Entendidas de Costa Rica, GALF de Perú, y las Mulas de México.
La primera aparición pública de Ayuquelén en la prensa fue en 1987 a través de una entrevista concedida a la revista Apsi bajo resguardo de sus nombres y sin publicar fotografías. La entrevista se hizo en las dependencias de la Casa de la Mujer La Morada, una agrupación feminista que posterior a esta entrevista rompería lazos con la colectiva debido al conflicto que les provocaba la asociación del movimiento feminista con el movimiento lésbico. Las integrantes de Ayuquelén declararon: 

El lesbianismo es un asunto político. La sociedad siempre ha dicho que lo privado no es político, en el sentido de que cualquier cosa que ocurra en el ámbito de lo cotidiano, que es el ámbito de la mujer, no implica cambio social. Nosotras, como lesbianas que asumimos un opción de vida distinta, hacemos el cambio político.

Fueron las únicas lesbianas agrupadas y organizadas en Chile durante los años ochenta. Su punto de vista era particular y querían producir pensamiento propio, un pensamiento "lésbico-feminista", dicen. Su lesbianismo, que entienden como opción —y no como un defecto, enfermedad o desviación—, es para ellas un instrumento de protesta social, punta de lanza de revoluciones estructurales.
Ayuquelén fue la primera organización de este tipo en el país y representó por años la única voz lésbica-homosexual en Chile, participando en varias ediciones del Encuentro Lésbico Feminista de Latinoamérica y el Caribe y en las conferencias de la Asociación Internacional de Gays y Lesbianas (ILGA). La agrupación formó parte del encuentro denominado Reflexión Lésbico-Homosexual de América del Sur, realizado del 24 al 28 de noviembre de 1992 en la localidad chilena de Nos (San Bernardo) y que fue la primera reunión de agrupaciones LGBT de Sudamérica.
En marzo de 1994 Ayuquelén fue una de las agrupaciones fundadoras de la Coordinadora Lésbica junto con LEA (Lesbianas en Acción) y el COOM (Centro de Orientación de la Mujer) además de lesbianas pertenecientes a otras organizaciones como el Movimiento de Liberación Homosexual y el Centro Lambda Chile. Se retiró de dicha organización en 1997.
Hoy el colectivo se define como un grupo reunido bajo la necesidad de reflexionar sobre la vivencia lésbica en Chile y contribuir al estímulo y fortificación del movimiento de las minorías sexuales.[cita requerida]